# Sándor Kuti
Sándor Kuti (Budapest, Àustria-Hongria, 18 de maig, 1908 - mort l'abril de 1945 en un camp de concentració de l'Imperi alemany), va ser un compositor hongarès.

## Biografia
Va créixer a Óbuda com a fill d'una família obrera pobre. Els seus pares eren Adolf Áron Krausz (1864–1933), un empleat de fàbrica, i Emma Preisz (1875–1932). Es va interessar per la música des de la seva infantesa, i les seves primeres composicions enregistrades daten dels nou anys. Va començar els seus estudis a l'Escola de Música Fodor, on va tenir per professor Miklós Laurisin. Entre 1930 i 1934 va estudiar composició a l'Acadèmia de Música de Budapest com a alumne d'Albert Siklós. Va obtenir el seu diploma l'any 1934 sota la supervisió d'Ernő Dohnányi. Va actuar al seu concert de graduació juntament amb el seu amic de la infància, Georg Solti, que també es va presentar com a compositor.
Va ser membre de l'Organització de la Joventut Comunista de l'Acadèmia de Música. L'any 1935, l'Új Magyar Zene Egyesület va programar algunes de les seves obres i una sonata per a piano, que també es va publicar impresa als Països Baixos. Després d'acabar els seus estudis, va viure de tutoria particular, va ensenyar piano i composició, va tocar l'orgue en una església i va treballar com a tutor a l'Associació de Cant i Orquestra de Budapest. Entre 1933 i 1935, va escriure crítiques musicals al Független Szemle. Va participar en el moviment obrer d'Óbuda, va dirigir el cor de joves treballadors del Partit Socialdemòcrata Hongarès i va compondre diverses cançons de moviment per al cor.
Va ser llavors quan va escriure la seva cançó de missa Ütemre cseng a csakány amb la lletra de Lajos Korvin Hollós. Durant un breu temps, va dirigir el cor del Sindicat de Treballadors Antialcoholistes. La seva obra "Cançó del professor" va ser presentada pel Vándor-korus. Va musicar dos poemes d'Attila József (Eji dal, A bánat). A la dècada de 1940 va compondre tres obres corals basades en els poemes de Sándor Petőfi, que van ser interpretades pel cor Vándor. El més significatiu d'ells és la Cançó nacional, una obra coral de quatre parts amb acompanyament de piano, que es va presentar el març de 1942 a "Vasas Szécház". A partir de 1940, va estar al servei laboral.
El seu amic Endre Szervánszky va intentar intercedir per salvar-lo, però no ho va aconseguir. L'estiu de 1944 va ser deportat a Alemanya, on va desaparèixer.

## Vida privada
La seva dona era la pintora Erzsébet Amália Freund, Kuti Amy (1911–?), amb qui es va casar el 12 d'abril de 1934 a Terézváros, Budapest. La seva filla fou Eva Kuti.

## La seva memòria
El 29 de setembre de 2017 es va publicar l'àlbum Silenced de la violinista Orsolya Korcsolán per Deutsche Grammophon i Universal, commemorant el treball de Sándor Kuti. L'àlbum inclou totes les obres de cambra de corda supervivents de l'autor, que va viure entre 1908 i 1945, interpretades per Géza Hargitai, Mihály Várnagy i Ottó Kertész, els solistes de la "Ferenc Liszt Chamber Orchestra".